# Protiklady se přifrakují
Protiklady se přifrakují (v anglickém originále Opposites A-Frack) je 5. díl 26. řady (celkem 557.) amerického animovaného seriálu Simpsonovi. Scénář napsala Valentina L. Garzaová a díl režíroval Matthew Nastuk. V USA měl premiéru dne 2. listopadu 2014 na stanici Fox Broadcasting Company a v Česku byl poprvé vysílán 1. dubna 2015 na stanici Prima Cool.

## Děj
K Homerovu vzteku přišly Patty a Selma bez pozvání k Simpsonovým domů. Dvojčata zapalují cigarety jednu za druhou, až se Bart a Maggie kašlem div nezalknou. Homer s nimi udělal dohodu: pokud nezvaná návštěva nepřestane kouřit, Patty a Selma budou muset odejít. Aby to zajistil, nainstaloval v celém domě detektory kouře. Dvojčata šla kouřit do koupelny v přízemí, když zjistila, že Homer tam zapomněl dát požární alarm, ale přitom se vznítila voda z vodovodu. Líza řekla Marge, že to je pravděpodobně důsledek frakování, které, jak zjistila, spustil pan Burns. S úspěchem požádá demokratickou političku Maxine Lombardovou, aby frakování zastavila.
Rozzuřený Pan Burns vtrhne k Lombardové do kanceláře, hádka ale skončí souloží a bez ohledu na rozdílné politické názory si oba slíbí pokračování vztahu. Když zjistí, že pro pokračování frakování musí získat těžební práva ke všem pozemkům ve Springfieldu, Burns pověří Homera, aby pro tuhle myšlenku získal obyvatele Springfieldu. Na veřejné schůzi uspořádané na radnici, profesor Frink varuje před znečištěním spodních vod, ale Homer slíbí každému 5000 $, kdo Burnsovi prodá těžební práva. Když se chystá obnovit frakování, Burns zjistí, že mu Marge práva neprodala, a proto musí celý projekt opustit, což rozzuří spoustu obyvatel, kteří čekali na peníze. Homer je dopálený na Marge, když zjistí, že přijde o novou práci, a Burns skončí vztah s Lombardovou.
Lombardová odvetou nechá zdemolovat Burnsovu rezidenci, aby pozemky mohly být využity pro řadu veřejně prospěšných projektů včetně National Public Radio Roberta Siegela. Burns připraví ještě větší pomstu a obnoví frakování s maximální intenzitou, čímž způsobí ve městě zemětřesení. Marge s Homerem se přimlouvají, aby to zastavil, když se ve světle hořící vody začne půda propadat. Navzdory momentálně rozdílným postojům, vzhledem k dlouhotrvající náklonnosti, se Homer a Marge smíří. A Burns s Lombardovou se dají také dohromady.
Na pozadí závěrečných titulků vedou Burns a Lomardová konverzaci, když leží ve společné posteli každý se svým tabletem.

## Kulturní přesahy
Pan Burns řekl Maxine Lombardové, že je tou nejlepší ženou, se kterou kdy byl, včetně Nellie Taftové, manželky prezidenta Williama Howarda Tafta. Epizoda Homer ve službě již dříve odhalila, že Burnsova matka měla poměr se samým prezidentem Taftem.

## Výroba

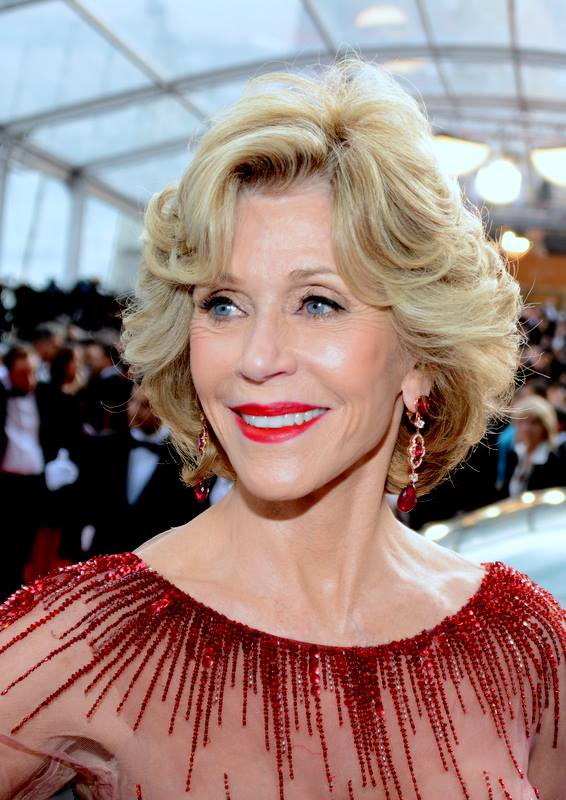
V epizodě vystupuje dvojnásobná držitelka Oscara Jane Fondová poprvé jako voiceover

Jane Fondová nenamluvila před touto epizodou žádný film. Produkční Matt Selman řekl: „Myslím, že byla trochu nervózní. Myslím, že jsem byl mnohem nervóznější. Působila v každém směru povzbudivě. Rozuměla postavě a každou scénu namluvila dokonale.“